# Cupcakke
Elizabeth Eden Harris (Chicago, 31 de mayo de 1997), conocida artísticamente como Cupcakke (a menudo estilizado como cupcakKe), es una rapera estadounidense.
Cupcakke comenzó su carrera como rapera al publicar material en internet a fines de 2012. En 2015, dos de sus canciones, «Deepthroat» y «Vagina», se volvieron virales en las plataformas para compartir videos. Las canciones fueron posteriormente incluidos en su mixtape de debut, Cum Cake (2016), que se incluyó en lista de los mejores álbumes de rap de 2016 para la revista Rolling Stone ocupando el número 23 en dicha lista. Su segunda mixtape, STD (Shelters to Deltas), fue lanzada en 2016 y precedió a los álbumes de estudio Audacious (2016), Queen Elizabitch (2017), Ephorize (2018) y Eden (2018).

## Primeros años
Harris nació el 31 de mayo de 1997 en Chicago, y se crio en King Drive, cerca de Parkway Gardens. Harris fue criada por una madre soltera y pasó casi cuatro años en los refugios para personas sin hogar de Chicago a partir de los siete años. Creció y fue a la escuela con otros raperos establecidos de Chicago como Lil Reese y Chief Keef. Comenzó temprano en la música y la poesía a la edad de 10 años por su participación en su iglesia local. También fue allí cuando comenzó a actuar, donde actuaría para sus pastores locales recitando poesía sobre su cristianismo y fe.
Cuando tenía 13 años, conoció a un compañero de iglesia que la animó a convertir la poesía en música rap, y se enamoró de dicha forma de arte. Ella cita a 50 Cent, Lil 'Kim y Da Brat como influencias tempranas de su estilo musical.

## Carrera

### 2012-2014: Proyectos iniciales
Harris lanzó su primer video musical, "Gold Digger" en su canal oficial de YouTube en agosto de 2012. Tenía solo 15 años en el momento de su lanzamiento; desde entonces, el video original ha sido eliminado. Durante los siguientes años, continuó lanzando música original, así como freestyles usando ritmos de otros artistas a través de su canal de YouTube, donde ha acumulado más de 720.000 suscriptores.

### 2015–2016:Cum Cake,S.T.D (Shelters to Deltas), yAudacious
En octubre de 2015, el video musical oficial de su canción "Vagina" fue lanzado en YouTube a través de YMCFilmz. Según Cupcakke, ella escribió la canción porque se inspiró en la canción de Khia "My Neck, My Back". Un mes después, Harris lanzó " Deepthroat" en su propio canal. En cuestión de semanas, los dos videos se volvieron virales en YouTube, Worldstar y Facebook debido a su abierta naturaleza sexual y lasciva. Las canciones luego se convirtieron en sencillos para el mixtape debut de Harris, Cum Cake, que se lanzó en febrero de 2016. Su lanzamiento también fue por otros sencillos como "Juicy Coochie", "Tit for Tat" y "Pedophile". Un escritor de Pitchfork, que la incluyó en "9 Rap Mixtapes You Might Have Missed This Year" (9 Mixtapes de rap que podrías haberte perdido este año), calificando el mixtape como una "introducción completa a una escritora experta" y dijo que usaba canciones "sobre el amor, la pérdida y las dificultades con sus más pistas explícitas para crear un perfil completo de la prometedora rapera de Chicago". "Pedophile" también fue destacada específicamente por su "comentario directo" sobre la agresión sexual.
En junio de 2016, Harris lanzó su segundo mixtape, S.T.D (Shelters to Deltas). Fue precedido por el sencillo "Best Dick Sucker". Otras pistas, como "Doggy Style" y "Motherlands", también se lanzaron posteriormente como sencillos. El mixtape fue incluido entre los "Mejores álbumes de rap de 2016 hasta ahora" de Rolling Stone. 
En octubre de 2016, Harris lanzó su álbum debut de estudio, Audacious. El álbum fue precedido por el sencillo "Picking Cotton", que fue descrito por MTV News como "una canción de protesta sobre policías racistas". Otras pistas del álbum como "Spider-Man Dick" y "LGBT" fueron acompañadas de videos musicales. En una entrevista, Harris declaró que hizo la canción "LGBTIQ+” estrictamente para que la comunidad gay sepa que son amados y que no necesitan sentirse juzgados".

### 2017–2018:Queen Elizabitch,EphorizeyEden
En febrero de 2017, Harris lanzó "Cumshot", que sirvió como sencillo principal de su segundo álbum de estudio. El 7 de marzo, la cantautora inglesa Charli XCX estrenó su canción "Lipgloss", que contó con la colaboración de Harris. La canción se incluyó más tarde en el mixtape de XCX, Number 1 Angel, que se lanzó el 10 de marzo.
Su segundo álbum de estudio, titulado Queen Elizabitch, fue lanzado el 31 de marzo de 2017. The Fader lo describió como "el tipo de rap asqueroso que la convirtió en una sensación viral, junto con éxitos pop como "33rd" y el freestyle confesional a cappella "Reality, Pt. 4." Stereogum también señaló que el álbum "ve a CupcakKe comprometiéndose con el clima político actual y las tendencias de la radio de una manera que podría ayudarla a pasar a una audiencia más mainstream".
El 7 de abril de 2017, Queen Elizabitch fue retirado de los servicios de transmisión en línea y las tiendas de música digital debido a una pista de acompañamiento ilegal que Harris había comprado a un productor musical quien fue descrito por ella como un "productor malicioso". Pronto anunció en Twitter que Queen Elizabitch sería relanzado el 16 de abril. Luego lanzó los sencillos "Exit" y "Cartoons" en noviembre de 2017.
Su tercer álbum de estudio, Ephorize, fue lanzado el 5 de enero de 2018. Exclaim! lo llamó "su trabajo más pulido hasta la fecha" y señaló que "ella todavía se desliza en un montón de frases ingeniosas deliciosamente sucias a lo largo del nuevo disco". HotNewHipHop comentó que "Ephorize podría ser uno de los trabajos más introspectivos que ella ha dejado hasta la fecha". Pitchfork le otorgó la clasificación de Best New Album y lo llamó "el mejor álbum de Cupcakke hasta ahora, con una producción excelente y una avalancha de raps que revelan que Elizabeth Harris es mucho más que sus frases divertidas y absurdamente obscenas". Ella lanzó vídeos musicales para las canciones "Duck Duck Goose" y "Fullest". El primero la presenta "mostrando una extensa colección de consoladores, así como un recuerdo de la Estatua de la Libertad".
El 9 de noviembre de 2018, Harris lanzó su cuarto álbum de estudio, Eden. Lanzó vídeos musicales para el sencillo principal "Quiz" y para los siguientes sencillos "Hot Pockets" y "Blackjack".

### 2019-presente: Pausa y sencillos sin álbum

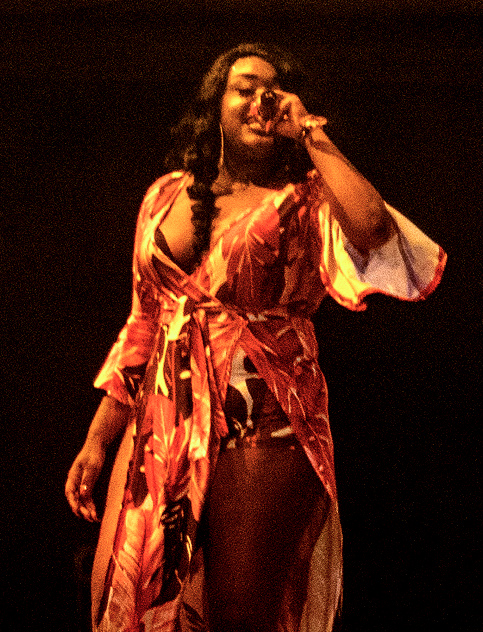
Cupcakke en Primavera Sound en 2019

El 8 de enero de 2019, se informa que Harris fue llevada a un hospital en Chicago después de tuitear que se iba a suicidar. En un tuit publicado al día siguiente, Harris escribió: "He estado luchando contra la depresión durante mucho tiempo. Lamento haberlo hecho público anoche pero estoy bien. Fui al hospital y finalmente estoy recibiendo la ayuda que necesito para pasar por esto, ser feliz y ofrecer buena música. Gracias por todas las oraciones, pero por favor no se preocupen por mí".
El 11 de enero de 2019, se lanzó el sencillo "Squidward Nose", y el 21 de febrero, se estrenó un video musical de la canción con John Early. El 17 de abril de 2019, Harris lanzó un remix de la canción de Lil Nas X  "Old Town Road" titulada "Old Town Hoe" en su canal de YouTube, y su video musical al día siguiente.
En septiembre de 2019, Harris hizo varias publicaciones en las redes sociales criticando a varios artistas, por lo que los fanáticos de la artista de K-pop Chungha la acusaron de racismo por burlarse del nombre de la cantante, seguido de su anuncio de retiro en un video en vivo de Instagram. Ella dijo: "Esta transmisión será el último video que todos ustedes verán de mí. He terminado por completo con la música". Dijo que ya no lanzaría música al público y que eliminaría su música de todas las plataformas de streaming. Dijo que le molestaba ver a niños en videos y a jóvenes en sus conciertos cantando sus canciones explícitas, sentía que estaba "corrompiendo a la juventud" con sus canciones obscenas. Harris también les dijo a sus fans que tiene una "adicción al juego muy grave" y que había perdido 700000 dólares en un casino en septiembre de 2018. Las cuentas de Harris en Instagram y Twitter se desactivaron después de que terminó la transmisión en vivo.  Su música permaneció disponible en plataformas de streaming. 
El 7 de noviembre de 2019, CupcakKe salió de su retiro después de una ausencia de 40 días en todas las plataformas de redes sociales con un tuit; "Jesús ayunó durante 40 días y yo también... 16 de noviembre". El 6 de marzo de 2020, CupcakKe lanzó un nuevo sencillo, "Lawd Jesus". CupcakKe subió su primer video a YouTube desde que eliminó todos los videos de su canal el año anterior, con el video doble para los sencillos "Grilling Niggas" y "Lawd Jesus", lanzado el 13 de mayo de 2020.
El 1 de junio de 2020, CupcakKe lanzó el sencillo "Lemon Pepper" con la mitad de las ganancias destinadas al fondo de fianza de Minnesota. Otro sencillo, "Discounts" fue lanzado el 26 de junio La canción alcanzó el puesto 78 en el UK Singles Downloads Chart del Reino Unido y el número 80 en la lista de ventas de sencillos del Reino Unido, convirtiéndose en su primer sencillo en hacerlo. "Discounts" también alcanzó el número uno en la lista de iTunes de Estados Unidos, que es su primera canción en hacerlo. También es la única rapera que tiene una canción número uno en la lista de iTunes sin etiqueta.
El 16 de diciembre de 2020, Harris recibió una gran atención de los medios después de lanzar "How to Rob (Remix)", una diss track. Fue lanzado en YouTube y ve a Harris apuntar a Megan Thee Stallion, Lizzo y Lil' Kim, entre otros. La canción recibió críticas positivas.
El 1 de marzo de 2021, "Deepthroat" obtuvo la certificación de Oro de la Recording Industry Association of America (RIAA), que indica quinientas mil unidades en función de las ventas y los flujos a pedido equivalentes a pistas.
La revista Rolling Stone informó en junio de 2021 que Harris será coanfitrión del próximo reality show de OutTV Hot Haus con Tiffany Pollard, que marcará el debut como presentadora de televisión de la rapera. Harris dijo sobre la decisión del casting: "Tan pronto como escuché lo que representaba este programa, poseer tu sexualidad y talento, supe que tenía que involucrarme".

## CupcakKe Remixes
A partir de junio de 2021, una subcultura de remixes de varias canciones con voces de los sencillos de CupcakKe "Deepthroat" y "Vagina" que se habían publicado en YouTube en los años anteriores explotó en popularidad en la aplicación para compartir videos TikTok. Esto ha sido descrito como una de las tendencias más populares y de mayor duración de la aplicación.
Estas ediciones de TikTok generalmente tomarían la forma de tomar canciones populares y editar las letras sexualizadas de CupcakKe en la canción en varios intervalos para lograr un efecto cómico, como reemplazar algunas de las palabras de la canción original con contenido lírico notorio de Harris, similar a los remixes que fueron popular en YouTube en torno al lanzamiento del mixtape Cum Cake de Harris en 2016 (que incluye "Deepthroat" y "Vagina")
Estos cambios líricos incluyen términos vulgares, así como sus "gemidos característicos". La cara de Harris también solía ser "PhotoShoppeada" en las caras del artista o de la banda, o en la obra de arte de la música que TikTok estaba parodiando, para mayor hilaridad. 
Harris se unió a la plataforma TikTok en septiembre de 2021 y comenzó a hacer videos para promocionar su música, incluido "Marge Simpson", su último sencillo en ese momento, y "CPR" de Queen Elizabitch de 2017, el último de los cuales también se volvió viral.

## Discografía

### Álbumes de estudio
| Título              | Detalles del álbum                                                                                  | Mejor posición | Mejor posición | Mejor posición |
| Título              | Detalles del álbum                                                                                  | US Heat        | US Indie       | NZ Heat        |
| ------------------- | --------------------------------------------------------------------------------------------------- | -------------- | -------------- | -------------- |
| Audacious           | - Lanzamiento: 14 de octubre de 2016 - Discográfica: Autopublicado - Formatos: CD, descarga digital | —              | —              | —              |
| Queen Elizabitch    | - Lanzamiento: 31 de marzo de 2017 - Discográfica: Autopublicado - Formatos: CD, descarga digital   | —              | —              | —              |
| Ephorize            | - Lanzamiento: 5 de enero de 2018 - Discográfica: Autopublicado - Formatos: CD, descarga digital    | 2              | 18             | 6              |
| Eden                | - Lanzamiento: 9 de noviembre de 2018 - Discográfica: Autopublicado - Formatos: Descarga digital    | —              | —              | —              |
| Dauntless Manifesto | - Lanzamiento: 28 de junio de 2024 - Discográfica: Autopublicado - Formatos: Descarga digital       | —              | —              | —              |

### Mixtapes
| Título                     | Detalles del álbum                                                                                 |
| -------------------------- | -------------------------------------------------------------------------------------------------- |
| Cum Cake                   | - Lanzamiento: 9 de febrero de 2016 - Discográfica: Autopublicado - Formatos: CD, descarga digital |
| S.T.D (Shelters to Deltas) | - Lanzamiento: 19 de junio de 2016 - Discográfica: Autopublicado - Formatos: CD, descarga digital  |

### Sencillos

#### Como artista principal
| "Vagina"                                                                       | 2015 | —  | —  | —  | —  | Cum Cake                   |
| "Deepthroat"                                                                   | 2015 | —  | —  | —  | —  | Cum Cake                   |
| "Juicy Coochie"                                                                | 2016 | —  | —  | —  | —  | Cum Cake                   |
| "Best Dick Sucker"                                                             | 2016 | —  | —  | —  | —  | S.T.D (Shelters to Deltas) |
| "Panda (Remix)"                                                                | 2016 | —  | —  | —  | —  | S.T.D (Shelters to Deltas) |
| "Picking Cotton"                                                               | 2016 | —  | —  | —  | —  | Audacious                  |
| "Cumshot"                                                                      | 2017 | —  | —  | —  | —  | Queen Elizabitch           |
| "Biggie Smalls"                                                                | 2017 | —  | —  | —  | —  | Queen Elizabitch           |
| "Exit"                                                                         | 2017 | —  | —  | —  | —  | Ephorize                   |
| "Cartoons"                                                                     | 2017 | —  | —  | —  | —  | Ephorize                   |
| "Quiz"                                                                         | 2018 | —  | —  | —  | —  | Eden                       |
| "Hot Pockets"                                                                  | 2018 | —  | —  | —  | —  | Sin álbum                  |
| "Blackjack"                                                                    | 2018 | —  | —  | —  | —  | Eden                       |
| "Squidward Nose"                                                               | 2019 | —  | —  | —  | —  | Sin álbum                  |
| "Bird Box"                                                                     | 2019 | —  | —  | —  | —  | Sin álbum                  |
| "Ayesha"                                                                       | 2019 | —  | —  | —  | —  | Sin álbum                  |
| "Whoregasm"                                                                    | 2019 | —  | —  | —  | —  | Sin álbum                  |
| "Grilling Niggas"                                                              | 2019 | —  | —  | —  | —  | Sin álbum                  |
| "Lawd Jesus"                                                                   | 2020 | —  | —  | —  | —  | Sin álbum                  |
| "Lemon Pepper"                                                                 | 2020 | —  | —  | —  | —  | Sin álbum                  |
| "Discounts"                                                                    | 2020 | 10 | 6  | 70 | 78 | Sin álbum                  |
| "Elephant"                                                                     | 2020 | —  | —  | —  | —  | Sin álbum                  |
| "Gum"                                                                          | 2020 | —  | —  | —  | —  | Sin álbum                  |
| "How to Rob (Remix)"                                                           | 2020 | —  | —  | —  | —  | Sin álbum                  |
| "The Gag Is"                                                                   | 2020 | —  | —  | —  | —  | Sin álbum                  |
| "Back in Blood"                                                                | 2021 | —  | —  | —  | —  | Sin álbum                  |
| "Mickey"                                                                       | 2021 | —  | —  | —  | —  | Sin álbum                  |
| "Mosh Pit"                                                                     | 2021 | —  | 10 | —  | —  | Sin álbum                  |
| "Moonwalk"                                                                     | 2021 | —  | —  | —  | —  | Sin álbum                  |
| "Huhhhhh"                                                                      | 2021 | —  | —  | —  | —  | Sin álbum                  |
| "Marge Simpson"                                                                | 2021 | —  | —  | —  | —  | Sin álbum                  |
| "PTPOM (Shemix)"                                                               | 2022 | —  | —  | —  | —  | Sin álbum                  |
| "We Go Up (Remix)"                                                             | 2022 | —  | —  | —  | —  | Sin álbum                  |
| "H2hoe"                                                                        | 2022 | —  | —  | —  | —  | Sin álbum                  |
| "—" indica que el sencillo no fue lanzado o no se posicionó en ese territorio. |      |    |    |    |    |                            |

#### Como artista invitada
| Título                                                                | Año  | Álbum                      |
| --------------------------------------------------------------------- | ---- | -------------------------- |
| "Man Pussy" (M.A.N. II con Cupcakke)                                  | 2016 | 204ever                    |
| "Cabbage (Remix) (Ladies and Fellas)" (ETSWHORE con Cupcakke)         | 2016 | Sin álbum                  |
| "Pu$$y Market" (Gumball Machine con Cupcakke)                         | 2016 | Professional Fame          |
| "PÜ$$Y (RemiXXX)" (George G con Cupcakke)                             | 2016 | Sin álbum                  |
| "2 Bad Azz Bitches" (Brian Castle con Cupcakke)                       | 2016 | Sin álbum                  |
| "Situation" (Xavi Got Bars con Cupcakke)                              | 2016 | Sin álbum                  |
| "Trouble in Hollywood!" (Mise Darling con Cupcakke)                   | 2016 | Plastic Love               |
| "Boy" (K.I.D. con Cupcakke)                                           | 2017 | Poster Child               |
| "Get Ya Shine On" (So Drove con Cupcakke, Kreayshawn y TT The Artist) | 2017 | Sin álbum                  |
| "Loverboy" (Nico Raimont con Cupcakke)                                | 2017 | Sin álbum                  |
| "Queens of the Streets" (Petey Plastic con Cupcakke)                  | 2017 | Sin álbum                  |
| "Lick You" (Dante Dcasso con Cupcakke)                                | 2017 | Sin álbum                  |
| "Party Like a Pornstar" (Jamez Hunter con Cupcakke)                   | 2017 | Sin álbum                  |
| "Like a Snapback" (Benzo Fly con Cupcakke)                            | 2018 | Different Mind State       |
| "Drip" (Keiston con Osha So Gutta y Cupcakke)                         | 2018 | Elevated                   |
| "Falling Fast" (Tucker William con Cupcakke)                          | 2018 | Falling Fast – The Remixes |
| "Ass & Titties" (Kazzie con Cupcakke)                                 | 2018 | Sin álbum                  |
| "School Night" (Greer con Cupcakke)                                   | 2018 | Sin álbum                  |
| "No Fats, No Femmes" (Big Momma con Cupcakke)                         | 2018 | MILF                       |
| "Bitter Chocolate" (Sage Charmaine con Cupcakke)                      | 2018 | Sin álbum                  |
| "Ripe" (Banoffee con Cupcakke)                                        | 2020 | Look at Us Now Dad         |
| "Shake Sum" (Kidd Kenn con Cupcakke)                                  | 2020 | Child's Play               |

### Apariciones especiales
| Título                     | Año  | Otros artistas                                       | Álbum                       |
| -------------------------- | ---- | ---------------------------------------------------- | --------------------------- |
| "Lipgloss"                 | 2017 | Charli XCX                                           | Number 1 Angel              |
| "I Got It"                 | 2017 | Charli XCX, Brooke Candy, Pabllo Vittar              | Pop 2                       |
| "Iced Out Dick"            | 2018 | Mathew Meyer                                         | God Hates Mr. Meyer         |
| "LMK (What's Really Good)" | 2018 | Kelela, Princess Nokia, Junglepussy, Ms. Boogie      | Take Me a_Part, the Remixes |
| "Safari Zone"              | 2019 | Aja                                                  | BOX Office                  |
| "Shake It"                 | 2019 | Charli XCX, Big Freedia, Brooke Candy, Pabllo Vittar | Charli                      |

## Giras musicales
- The Marilyn Monhoe Tour (2017)[64]
- The Ephorize Tour (2018)[65]
- The Eden Tour (2018–2019)[66]